# Balsa (Románia)
Balsa (románul: Balșa) falu Romániában, Erdélyben, Hunyad megyében.

## Fekvése
Az Erdélyi-érchegységben, Algyógytól 16 km-re északnyugatra fekszik és a jó minőségű 705-ös megyei úton közelíthető meg.

## Története
1407-ben Balsa, 1733-ban Balsse néven említették. Román falu volt az algyógyi uradalomban.
1849. május 17-én a 174 fővel a Hatvani-féle szabadcsapat segítségére induló Inczédy László alezredest a felkelők visszaverték.

## Népessége
- 1900-ban  1300 lakosából 1268 volt román nemzetiségű és 1271 ortodox vallású.
- Galbinával és Roșiával együtt 2002-ben 366 lakosa volt; közülük 353 román nemzetiségű, 324 ortodox és 38 pünkösdista vallású.

## Látnivalók
- Karsztos táj a Dosul Dobârlești barlanggal.
- Faerkélyes ortodox temploma 1860-ban épült.